# Noval (Escalante)
Noval es una localidad del municipio de Escalante (Cantabria, España). En el año 2023 contaba con una población de 99 habitantes (INE). La localidad se encuentra a 9 metros de altitud sobre el nivel del mar, y a un kilómetro de la capital municipal, Escalante.
- Datos: Q6045910